# Paddy Kenny
Patrick Joseph "Paddy" Kenny, född 17 maj 1978 i Halifax, West Yorkshire, England, är en engelsk-irländsk professionell fotbollsspelare och målvakt som spelar i Ipswich Town. Han spelade tidigare för bland andra Sheffield United och Queens Park Rangers innan han köptes av Leeds inför säsongen 2012/2013.
Trots att han är född i England kvalificerar han för spel i irländska landslaget och har spelat sju landskamper för Irland.